# Сантьягу, Франсишку де
Франси́шку де Сантья́гу (порт. Francisco de Santiago), имя при рождении Франси́шку де Ве́йга или Ве́га (порт. Francisco (de) Veiga, порт. Veiga); также Франси́ско де Сантья́го (исп. Francisco de Santiago); около 1578, Лиссабон —  13 октября 1646 или 5 октября 1644 года, Севилья) — португальский композитор, работавший в Испании эпохи позднего Возрождения и раннего барокко, автор барочных религиозных вильянсико, многие из которых не сохранились.
Капельмейстер Севильского кафедрального собора с 1617 по 1643 год. Творчество высоко ценилось современниками, но около 600 сочинений, хранившихся в Королевской музыкальной библиотеке Жуана IV погибло в 1775 году при лиссабонском землетрясении.

## Жизнь и творчество
Франсишку де Сантьягу считается одним из наиболее выдающихся композиторов Пиренейского полуострова первой половины XVII века. Диогу Барбоза Машаду указал в «Лузитанской библиотеке», что композитор родился в Лиссабоне, позднее перебрался в Испанию, где вступил в монашеский орден кармелитов. Возглавлял капеллы соборов в Пласенсии и Севилье. Заслужил большое уважение португальского короля Жуана IV, который ещё до восшествия на престол общался с композитором без излишних формальностей, а став королём, имел в собственной библиотеке портрет Франсишку де Сантьягу в полный рост. По португальским источникам умер в Севилье 13 октября 1646 года, но Роберт Стивенсон (Robert Stevenson) и вслед за ним Альберто А́льварес Калеро (Alberto Álvarez Calero) обозначают дату смерти 5 октября 1644 года.
Творческая деятельность Франсишку де Сантьягу пришлась на время правления Габсбургов, так называемый «золотой век» испанской культуры, когда королевство Португалия утратило независимость, попав под власть испанской короны. Согласно данным Роберта Стивенсона, Франсишку де Сантьягу был одним из трёх португальских композиторов (помимо Педру де Эшкобара (1507—1514) и Мануэла Корреи (1600—1653)), занимавших должность капельмейстера в Севильском кафедральном соборе на протяжении 26 лет (1617—1643). По тем временам то был весьма высокий пост, сравнимый с главой капеллы в Толедо, и выше которого была только должность капельмейстера в Мадриде. Стивенсон отметил важность данных Барбозы Машаду, которому были доступны ценнейшие собрания Королевской музыкальной библиотеки Жуана IV, сгоревшей при лиссабонском землетрясении. То была одна из лучших библиотек Европы. В её «Каталоге» (Index; Primeira parte do index da livraria de mvsica do mvyto alto, e poderoso Rey Dom Ioão o IV, Nosso Senhor. Lisboa: Paulo Craesbeck, 1649) указаны наименования 601 произведения композитора (мессы, псалмы, мотеты и 538 вильянсико) и места их хранения. Из них 18 так называемых чёрных или негритянских вильянсико (negros, de negros, negritos, negrillos, negrillas, guineos). Ценнейшие собрания библиотеки насчитывали 2000 печатных изданий и 4 000 рукописей. В ней хранились музыкальные сочинения не только испанских композиторов, но и авторов из Франции, Англии, Нидерландов и Германии. Из числа авторов имя Франсишку де Сантьягу встречается в «Каталоге» чаще других.
Громкая слава монаха-кармелита была буквально погребена лиссабонским землетрясением, а значение личности композитора и его творчества в Испании долгое время не осознавалось либо недооценивалось. Величие Франсишку де Сантьягу было реабилитировано, когда в середине XX века Роберт Стивенсон повторно раскрыл его значимость, восстановив былую славу одного из наиболее значительных композиторов зарождавшегося на Пиренейском полуострове  барокко.
По данным Барбозы Машаду, сохранились следующие сочинения композитора:
- Dixit Dominus (для 8-ми голосов)
- Beatus vir (для 8-ми голосов)
- Laudate pueri (для 4-х голосов)
- Nisi Dominus (для 6-ти голосов)
- Lauda anima mea Dominum (для 12-ти голосов)
- Ecce nunc benecite Dominum (для 4-х голосов)
- Cum invocarem (для 12-ти голосов)
- Beatus vir (для 10-ти голосов)
- Quomodo sedet sola civitas (для 8-ми голосов)
- Cogitavit Dominus (для 6-ти голосов)
- Manum suam misit hostis (инструментальная)
- Ego vir videns paupertatem meam (для 12-ти голосов и различных инструментов)
- Responsorios da quinta-feyra mayor e sexta-feira (для 8-ми голосов)
- Salve Regina (для 16-ти голосов)
- Ave Regina calorum (для 10-ти голосов)
- Regina cali latare (для 8-ми голосов)
- Victima Paschalis (для 8-ми голосов)
- Dies ira dies illa (для 4-х голосов)
- Si quaris miracula (для 8-ми голосов)[11]

Кроме того Сантьягу создал значительное число мотетов, вильянсику рождественских (Vilhancicos de Natal), Богородице и святым.

## Издания сочинений
- Antologia de Polifonia Portuguesa (1490-1680) :  [порт.] / Manuel Morais, Luís Pereira Leal, Robert Stevenson. — Lisboa : Fundação Calouste Gulbenkian, 1982. — P. 97—106. — [4], XLV, [11], 132, [2] p. — (Portugaliæ Musica ; vol. XXXVII).